# Flukson

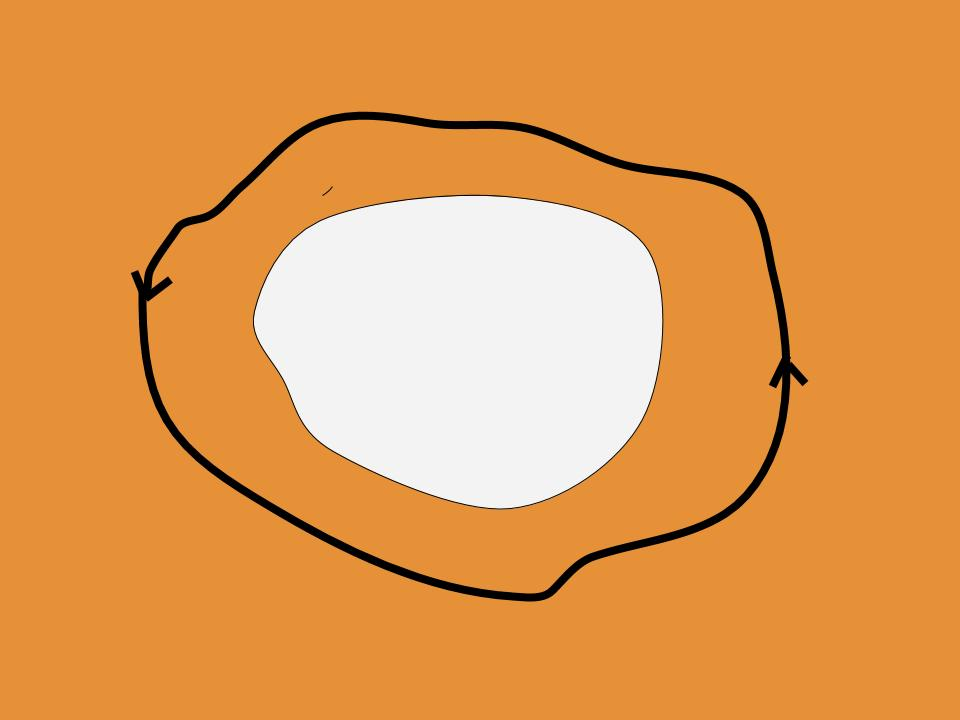
Ścieżka integracji w nadprzewodniku potrzebna w procesie kwantyzacji strumienia

Flukson – kwant strumienia magnetycznego.
Jego wartość wynosi:
{\displaystyle \Phi _{0}={\frac {h}{2e}}=2{,}067833636\times 10^{-15}\ \mathrm {Wb} ,}
gdzie:
{\displaystyle h} – stała Plancka,
{\displaystyle e} – ładunek elementarny.
Flukson należy do tzw. kwazicząstek.
O fluksonie można mówić, gdy rozważany jest pojedynczy strumień pola magnetycznego wnikający np. do obszaru nadprzewodzącego w przypadku nadprzewodników 2. rodzaju. W materiałach tych dochodzi do zjawiska kwantyzacji strumienia magnetycznego. Dwa elektrony skorelowane w parę Coopera tworzą taki układ i jest on wynikiem ich kolektywizacji zależnej od temperatury oraz oddziaływania zewnętrznego pola magnetycznego, stąd we wzorze dzielnik {\displaystyle 2e.}